# Ahmedgarh
Ahmedgarh là một thành phố và là một hội đồng đô thị (municipal council) trong quận Sangrur trong bang Punjab của Ấn Độ.

## Cơ cấu dân số
Theo điều tra dân số Ấn Độ năm 2001, Ahmedgarh có dân số 70.000 người. Nam giới chiếm 53% dân số, nữ giới chiếm 47% dân số. Ahmedgarh có tỷ lệ biết chữ bình quân 70%, cao hơn mức trung bình 59,5% của toàn quốc; với 56% đàn ông và 44% phụ nữ biết chữ. 11% dân số có độ tuổi dưới 6.